# 本沢村
本沢村（もとさわむら）は山形県南村山郡にあった村。現在の山形市南西部、国道348号沿線および上山市久保手にあたる。

## 地理
- 山：大森山、城山、一ノ関山

## 歴史
- 1889年（明治22年）4月1日 - 町村制の施行により、南村山郡前明石村・二位田村・菅沢村・長谷堂村の区域をもって本沢村が発足。
- 1956年（昭和31年）
  - 11月15日 - 大字長谷堂字久保手を上山市に編入。
  - 12月23日 - 山形市に編入。同日本沢村廃止。

## 交通

### 道路
- 小滝街道（現・国道348号）

現在は旧村域を東北中央自動車道が通過するが、当時は未開通。